# Адміністративний устрій Дніпровського району
Адміністративний устрій Дніпровського району — адміністративно-територіальний поділ Дніпровського району Дніпропетровської області на 1 міську ради, 2 селищні ради та 14 сільських рад, які об'єднують 43 населені пункти та підпорядковані Дніпровській районній раді. Адміністративний центр — місто Дніпро, яке має статус міста обласного значення, тому не входить до складу району.

## Список громадДніпровського району
- Слобожанська селищна громада
- Новоолександрівська сільська громада
- Сурсько-Литовська сільська громада

## Список радДніпровського району
| №  | Назва                         | Центр            | Населені пункти                                                  | Площа км² | Місце за площею | Населення (2001), чол. | Місце за населенням | Розташування |
| -- | ----------------------------- | ---------------- | ---------------------------------------------------------------- | --------- | --------------- | ---------------------- | ------------------- | ------------ |
| 1  | Підгородненська міська рада   | м. Підгородне    | м. Підгородне с. Перемога                                        |           |                 |                        |                     |              |
| 2  | Обухівська селищна рада       | смт Обухівка     | смт Обухівка с. Горянівське                                      |           |                 |                        |                     |              |
| 3  | Балівська сільська рада       | c. Балівка       | c. Балівка                                                       |           |                 |                        |                     |              |
| 4  | Горьківська сільська рада     | c-ще Горького    | c-ще Горького с. Долинське с. Нове с. Пашена Балка с-ще Шевченко |           |                 |                        |                     |              |
| 5  | Любимівська сільська рада     | c. Любимівка     | c. Любимівка с. Перше Травня с. Придніпрянське                   |           |                 |                        |                     |              |
| 8  | Миколаївська сільська рада    | c. Миколаївка    | c. Миколаївка с-ще Сурське                                       |           |                 |                        |                     |              |
| 9  | Новотаромська сільська рада   | c. Миколаївка    | с. Новотаромське                                                 |           |                 |                        |                     |              |
| 10 | Олександрівська сільська рада | c. Олександрівка | c. Олександрівка с. Василівка                                    |           |                 |                        |                     |              |
| 11 | Партизанська сільська рада    | c. Партизанське  | c. Партизанське                                                  |           |                 |                        |                     |              |
| 12 | Степова сільська рада         | c. Степове       | c. Степове с. Благовіщенка                                       |           |                 |                        |                     |              |
| 13 | Чумаківська сільська рада     | c. Чумаки        | c. Чумаки с. Виноградне с-ще Зоря с. Маївка                      |           |                 |                        |                     |              |